# 양회경
양회경(한국 한자: 梁會卿, 1912년 11월 22일 ~ 1998년 5월 9일)은 대한민국의 전직 대법관이다. 장남이 대한민국의 대법원장비서실장을 역임한 양삼승, 차남이 한국원자력연구원장을 역임한 양명승이며, 사위가 각각  서울행정법원 부장판사와  전북대 의대 교수를 지낸 윤형한과 김홍용이다.

## 생애
1912년 전라남도 화순군에서 출생했다. 일본 주오대학 법과를 졸업하고 1942년 일본 고등문관시험 사법과에 합격하였다. 1949년 서울지방법원 판사를 시작으로 부산지방법원 부장판사, 광주고등법원 부장판사, 수석부장판사, 서울고등법원 부장판사를 거쳐 부산지방법원장과 대법원 판사 직무대리를 역임하다가 1961년 8월 30일자로 비상조치법에 의해 국가재건최고회의 제청으로 박정희 의장에 의해 대법원 판사에 임명되었다.

## 학력
- 주오 대학 법과

## 경력
- 광주고등법원 수석부장판사
- 부산지방법원장
- 1961년 9월 ~ 1973년 3월 대법원 대법관
- 숙명학원 이사